# Sheilagh Kesting
Sheilagh Kesting (* 10. Juni 1953 in Stornoway, Isle of Lewis) ist eine schottische Pastorin der Church of Scotland.

## Leben
Kesting besuchte das Nicolson Institut in Stornoway und studierte reformierte Theologie an der University of Edinburgh. Im Januar 1980 wurde Kesting ordiniert. Ihre erste Gemeinde war von 1980 bis 1986 Overtown Parish Church, nahe Motherwell, North Lanarkshire. Bis 1993 war sie in der St Andrew’s High Church, Musselburgh in East Lothian tätig. Danach war sie bis 2016 als Ökumenebeauftragte (Ecumenical Officer) der Church of Scotland tätig.
Nach Alison Elliot war Kesting die zweite Frau, die zur Moderatorin der Church of Scotland gewählt wurde. Dieses höchste Amt der Church of Scotland bekleidete sie als Nachfolgerin von Alan McDonald von Mai 2007 bis Mai 2008. Ihr folgte im Amt David Lunan. Seitdem führt sie die Anrede The Very Reverend.

## Ehrungen
Die University of Edinburgh verlieh Kesting im akademischen Jahr 2007/08 die Ehrendoktorwürde als Doctor of divinity.
In Anerkennung ihrer Verdienste um die Ökumene wurde Kesting am 6. November durch Erzbischof Leo Cushley der päpstliche Gregoriusorden verliehen.